# Federación de Fútbol del Sur de Asia
La Federación de Fútbol del Sur de Asia (SAFF) es la asociación de fútbol en la que participan miembros del Sur de Asia.

## Historia
La SAFF fue creada en 1997 y sus miembros fundadores fueron Bangladés, Pakistán, India, Maldivas, Nepal y Sri Lanka. Posteriormente se uniría Bután en el año 2000 y Afganistán del 2005 al 2015.

## Miembros
| Campeonato de la SAFF | Campeonato de la SAFF | Campeonato de la SAFF | Campeonato de la SAFF |
| Miembro               | Afiliación            | Condición             |                       |
| --------------------- | --------------------- | --------------------- | --------------------- |
| Bangladés             | 1997                  | Miembro Fundador      |                       |
| India                 | 1997                  | Miembro Fundador      |                       |
| Maldivas              | 1997                  | Miembro Fundador      |                       |
| Nepal                 | 1997                  | Miembro Fundador      |                       |
| Pakistán              | 1997                  | Miembro Fundador      |                       |
| Sri Lanka             | 1997                  | Miembro Fundador      |                       |
| Bután                 | 2000                  | Primera Expansión     |                       |

### Miembros anteriores
| País       | Afiliación | Desafiliación |
| ---------- | ---------- | ------------- |
| Afganistán | 2005       | 2015          |

## Presidentes
| Presidente      | Periodo                |
| --------------- | ---------------------- |
| Ganesh Thapa    | 1999 - octubre de 2009 |
| Kazi Salahuddin | Octubre de 2009 - hoy  |

## Torneos
- Campeonato de la SAFF
- Campeonato sub-19 de la SAFF
- Campeonato sub-16 de la SAFF
- Campeonato femenino de la SAFF